# L'Ormindo

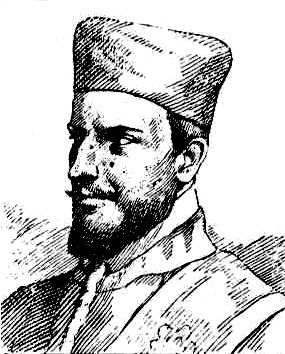
Francesco Cavalli

L'Ormindo är en italiensk opera (favola regia per musica) i prolog och tre akter med musik av Francesco Cavalli och libretto av Giovanni Faustini.

## Historia
Operan hade premiär på Teatro San Cassiano i Venedig under karnevalstiden 1644. År 1967 satte dirigenten Raymond Leppard upp operan på Glyndebourne Festival Opera och verket har sedan dess varit en av de mest populära barockoperorna. På 1600-talet var den emellertid bara ytterligare ett av många verk som förnöjde publiken för en säsong och aldrig mera hördes av.
Jämförd med senare kompositörer utmärks Cavallis musik av dess rikt varierade recitativ och det väl balanserade förhållandet mellan recitativ och aria. Under Cavallis livstid vann dock arian terräng och växte i antal. Cavallis operor innehåller också korta avsnitt med arioso (mellanting mellan recitativ och aria) som visar på en viss ariastil. Till exempel har Ormindo flera tillfällen där melodiska refränger omgärdar passager av recitativ. Ariorna i L'Ormindo är älskvärda och lyriska, ofta i en rikt modulerad tretakt. De expressiva detaljerna är dock noggrant anpassade till den dramatiska kontexten. Ersibes ungdom utmärks av skira terser och sprudlande löpningar. Ariorna är korta men tätt konstruerade. Cavalli använder sig av repetitioner bara så mycket att stycket får form utan att överarbeta det. Många arior har strofisk text och de individuella stroferna upprepar ofta den sista frasen (ABB') eller den första (ABA'), den senare är prototypen för da capo-arian som kom att dominera operan i århundraden (exempelvis Erisbes "Fortunato mio core"). Många av ariorna omgärdas av korta instrumentala avsnitt, endast de viktigaste har orkesterackompanjemang. 
Cavalli är särskilt känd för sin behandling av klagosången. Han använde sig ofta av samma formel: en nedåtgående tetrakord i basen, oftast i moll med kromatiska modulationer. Över detta ligger en melodi vars rörlighet kontrasterar basens rigidhet. Ett berömt exempel är fängelsescenen i operan.

## Personer
- Ormindo, Prins av Tunis (alt)
- Amida, Prins av Tlemcen (alt)
- Amore (sopran)
- Väktare för Anfas arsenal (tenor)
- Sicle, Prinsessa av Souss (sopran)
- Erice, Sicles amma (tenor)
- Hariadeno, Kung av Marocko och Fès (bas)
- Erisbe, hans hustru (sopran)
- Il Destino (Ödet) (tenor)
- L'Armonia (Harmonien) (sopran)
- La Fortuna (Lyckan) (sopran)
- Melide, Sicles hovdam (sopran)
- Mirinda, Erisbes förtrogna (sopran)
- Nerillo, Amidas page (sopran)
- Osman, Kung Hariadenos kapten (tenor)
- Messo (mezzosopran)

## Handling
Handlingen utspelas i staden Anfa i det gamla kungariket Marocko.

### Akt I
Ormindo och hans vän Amida upptäcker att de båda älskar Erisbe, kung Hariadenos drottning. Ersibe bekänner att hon älskar de båda lika mycket emedan hon inte kan älska sin make då han är för gammal. Amidas försmådde friare Sicle anländer förklädd till zigenare.

### Akt II
Sicle spår Amida i handen och berättar för Erisbe om hans otrogna förflutna. Missnöjd med Amida flyr Ersibe med Ormindo.

### Akt III
Sicles amma Erice lurar Amida till en grotta där hon lovar honom en magisk dryck som ska förena honom med sin älskade. Erice åkallar Sicles ande som erkänner att hon begick självmord därför att Amida lämnade henne. Amida plågas av samvetskval men Sicle visar sig och de förenas. Den rasande Hariadeno begär att Ormindo och Ersibe ska arresteras och beordrar Osman att förgifta dem. De dricker drycken medan de sjunger en klagosång och faller till marken. Men då Hariadeno ser kropparna gråter han bittert, särskilt då det i ett brev avslöjas att Ormindo var hans egen son. Osman erkänner att han bytte ut giftdrycken mot en sömndryck. Ormindo och Ersibe vaknar och blir förlåtna av Hariadeno som överlåter både sin hustru och kungatron till Ormindo.